# 杨士杰
杨士杰（1911年—1988年8月20日），又名杨儒林，河北定县杨只东村人。曾任中共中央组织部副部长。

## 生平
1930年考入位于保定的河北省立第二师范学校，1931年九一八事变后，参加反帝大同盟。1932年加入中国共产党。“二师惨案”发生后，立即从家乡返回学校，积极营救被捕同学。1932年成为定县第一任团县委书记。1932年11月配合定县中心县委发动反帝反封建示威。1933年5月又发动定县的扫盐斗争，迫使县政府承认农民有自制硝盐的权利。1932年6月，平津冀大缉捕共产分子，被迫离开家乡。
七七事变后，回到家乡。1937年9月代表定县党组织与八路军一一五师骑兵营取得联系，此日回到宿家佐，向定县县委传达了接头情况，研究组织抗日武装。1937年11月与杨银山组织了一支抗日武装，被命名为“晋察冀抗日义勇军第四支队”，活动在定县、唐县、望都一带。任中共定北县工委书记，唐县、望都县委书记，晋察冀边区一地委宣传部长、民运部长，1943年1月任晋察冀一地委副书记兼易县中心县委书记。1944年9月至1947年7月任一地委书记兼一分区政委（分区司令员萧应棠）。十三分区、六分区地委书记，1947年11月任北岳区委宣传部长，1949年1月任察哈尔省委组织部部长。
中华人民共和国成立后，任中共察哈尔省委第一副书记、代书记（省委书记杨耕田病重至病逝）、省军区政委。华北行政委员会委员、财委副主任，华北局农村工作部副部长、组织部第一副部长，中共山西省委第三书记。1955年入冬，调任鞍山市委第一书记兼鞍钢党委书记。1960年3月，鞍山市委与鞍钢党委做了，提交给辽宁省委与中央。1960年3月22日毛泽东对报告做了600字的批示，一开头就写：“鞍山市委这个报告很好，使人越看越高兴”，将报告提升到《鞍钢宪法》的高度，将管理大工业大企业概括为：坚持政治挂帅，加强党的领导，大搞群众运动，实行“两参一改三结合”，大搞技术革新和技术革命，实行党委领导下的厂长负责制。1962年初“七千人大会”上，突发大面积心肌埂塞昏迷，因病休养。文化大革命期间遭受冲击，1970年“解放”回中组部休养，任老干部支部书记。文革结束后，他于1978年出任中共中央组织部副部长。此外，他还是第一届全国人大代表，第五至七届全国政协常委。
1988年在北京逝世，终年77岁。

## 家人
- 儿子：杨荣甲